# Ustawnik pozycyjny
Ustawnik pozycyjny (pozycjoner) – urządzenie sterujące stosowane w siłowniku (pneumatycznym, elektrycznym, hydraulicznym).

## Rola ustawnika pozycyjnego
Ustawnik pozycyjny zapewnia położenie tłoka zadane odpowiednim sygnałem sterującym (np. prądowym 4-20 mA).
Ustawniki stosowane są najczęściej na siłownikach pneumatycznych.
Ze względu na duże opory w dławnicy zaworu, bezwładność poruszających się elementów siłownika oraz prędkość dopływu powietrza sterującego i zasilającego, nie daje się wysterować precyzyjnie sygnałem pneumatycznym. Stosując ustawnik pozycyjny można znacznie zmniejszyć histerezę, a z tym wiąże się zwiększenie precyzji regulacji procesu.
Zawór z ustawnikiem pozycyjnym, wewnątrz regulatora PID jest klasycznym przykładem regulacji kaskadowej.

## Zasada działania ustawnika pozycyjnego
Zasadę działania omówiono na podstawie ustawnika pneumatycznego:
Podczas podania sygnału sterującego mieszek oddziałuje na układ dysza-przysłona, podając odpowiednią ilość powietrza na siłownik. Sygnałem zwrotnym jest położenie zaworu. Położenie zaworu poprzez dźwignię zamyka układ dysza-przysłona, wypracowując położenie równowagi układu. Istotą działania tego urządzenia jest tak naprawdę regulacja zadanego położenia siłownika.

## Rodzaje sygnałów sterujących
Ustawniki pozycyjne są zwykle sterowane sygnałem:
- prądowym 0-20 lub 4-20 mA (najczęściej spotykane sterowanie), zwany ustawnikiem elektropneumatycznym,
- napięciowym 0-10 V,
- pneumatycznym 20-100 kPa (3-15 psi) zwany ustawnikiem pneumatycznym,
- sygnałem dyskretnym (przy ustawnikach stosowanych w silnikach elektrycznych "–", "0", "+".

## Diagnostyka zaworów
Pojęciem związanym z elektropneumatycznym ustawnikiem pozycyjnym jest diagnostyka zaworów regulacyjnych. Diagnostykę w ustawniku pozycyjnym po raz pierwszy w roku 1994 zaproponowała amerykańska firma Fisher Controls. Diagnostyka polega na dokonywaniu przy pomocy ustawnika pozycyjnego kilku testów badających stan techniczny zaworu regulacyjnego. Diagnostyka taka możliwa jest przy zastosowaniu tzw. ustawników inteligentnych pracujących w oparciu o protokół HART®, Foundation Fieldbus® lub Profibus®.
Uruchamiając odpowiednie oprogramowanie na komputerze lub w rozproszonym systemie sterowania (DCS-ie) możemy wykonać dynamiczny i statyczny test zaworu, a na ich podstawie ocenić takie parametry jak:
- histereza,
- strefa martwa,
- czas odpowiedzi,
- zużycie uszczelnienia,
- zużycie układu gniazdo-grzyb.